# Mohegan State Forest
Mohegan State Forest ist ein State Forest im US-Bundesstaat Connecticut auf dem Gebiet der Gemeinden Scotland und Sprague.

## Geographie
Der Forst besteht aus zwei Parzellen, mit dem größeren Teil auf dem Gebiet der Gemeinde Scotland. Das Land wurde dem Staat vermacht mit der Auflage, modellhaft Forstwirtschaft zu betreiben. Der Waldo Brook entwässert nach Westen zum Shetucket River hin, während auf der Ostseite der Smith Brook dem Little River zufließt, der jedoch nach einigen Stauseen auch dem Shetucket River zuströmt.
Von ursprünglich 300 acres (121 ha) ist der Forst mittlerweile auf 956 acre (387 ha) angewachsen.

## Freizeitaktivitäten
Der Forst ist nicht für Freizeitaktivitäten ausgebaut. Dennoch ist er ein lohnenswertes Ziel für Wanderungen. Darüber hinaus werden Fasane ausgesetzt zur Jagd und Privatpersonen dürfen mit einer Erlaubnis Brennholz gewinnen.